# Tarzymiechy Trzecie
Tarzymiechy Trzecie – wieś w Polsce położona w województwie lubelskim, w powiecie krasnostawskim, w gminie Izbica.
| SIMC    | Nazwa    | Rodzaj    |
| ------- | -------- | --------- |
| 0889901 | Szajówka | część wsi |

W latach 1975–1998 miejscowość należała administracyjnie do województwa zamojskiego.
Wieś stanowi sołectwo gminy Izbica.
Wierni Kościoła rzymskokatolickiego należą do parafii Wniebowzięcia Najświętszej Maryi Panny w Starym Zamościu.